# Longīr-e Soflá
Longīr-e Soflá (persiska: لنگیر سفلی, Longīr-e Pā’īn) är en ort i Iran.   Den ligger i provinsen Khuzestan, i den centrala delen av landet, 600 km söder om huvudstaden Teheran. Longīr-e Soflá ligger 83 meter över havet och antalet invånare är 304.
Terrängen runt Longīr-e Soflá är platt åt sydväst, men åt nordost är den kuperad.Runt Longīr-e Soflá är det ganska tätbefolkat, med 62 invånare per kvadratkilometer. Närmaste större samhälle är Longīr-e Vosţá, 1,5 km sydost om Longīr-e Soflá. Omgivningarna runt Longīr-e Soflá är i huvudsak ett öppet busklandskap.